# Reitland
Reitland ist seit 1974 eine Ortschaft (Bauerschaft) der Gemeinde Stadland. Der Ort liegt an der Ostseite des Jadebusens zwischen Schwei und Seefeld.

## Landschaft
Reitland befindet sich inmitten des Schweier Hochmoores, entlang der Ortschaft fließt die Rönnel. In direkter Umgebung erstreckt sich das Schwimmende Moor.

## Geschichte

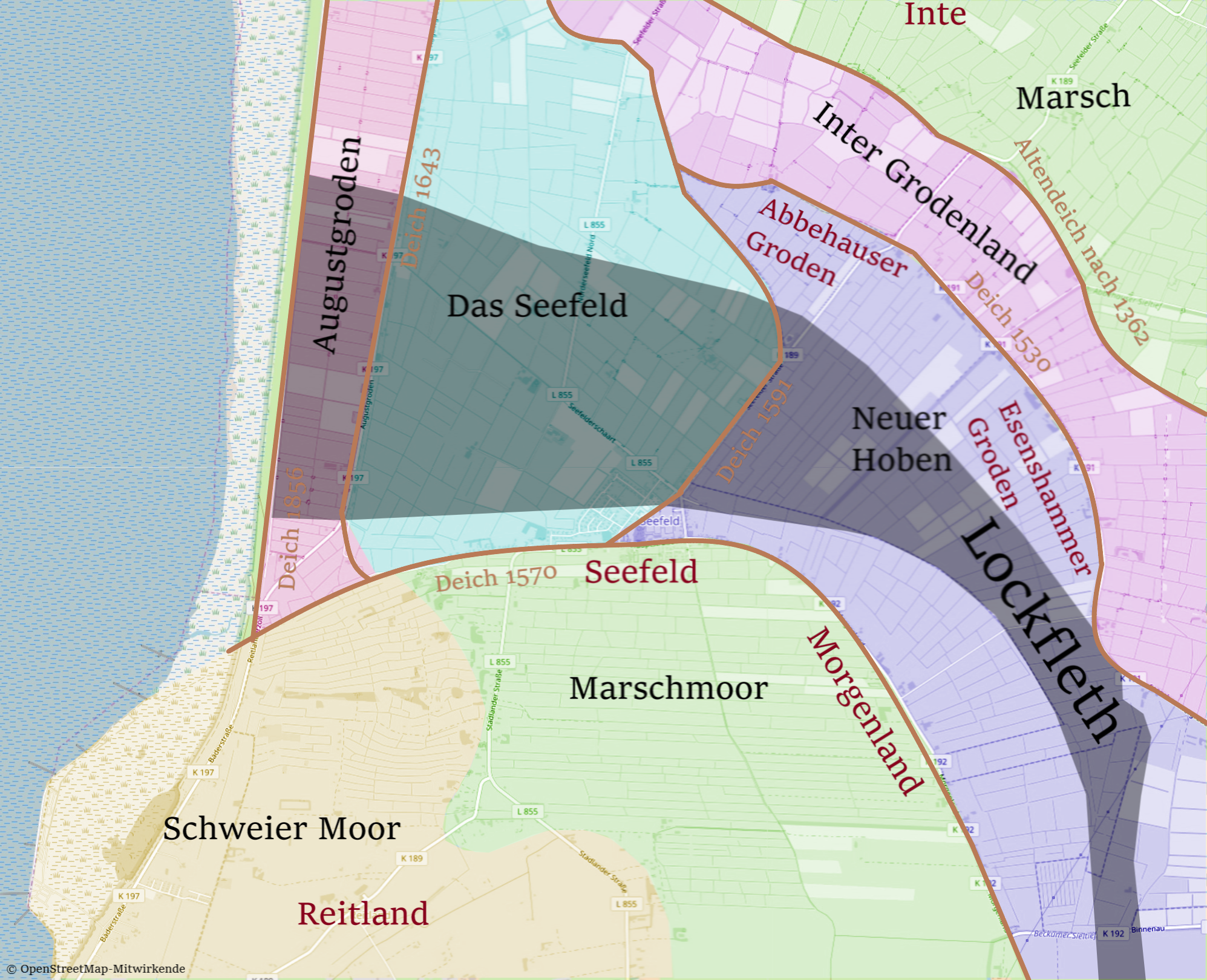
Landschaftsentwicklung um Reitland

Die Siedlung befindet sich in einer Landschaft, die von der frühneuzeitlichen Moorkolonisation geprägt ist. Die planmäßige Kolonisation des Moores wurde im Oldenburger Land erst zu Beginn des 19. Jahrhunderts unter staatlicher Leitung gezielt vorangetrieben. Jedoch ist Reitland älter, ein erster Beleg für die Besiedlung von Reitland ist der Reitländer Bauernbrief von 1638, der in einer Abschrift überliefert ist. Die erste Besiedlung muss schon vor diesem Brief stattgefunden haben. Woher die ersten Siedler kamen, ist bisher nicht bekannt. Es gibt die Theorie, dass es sich um Menschen handelt, die nach einer Flutkatastrophe Schutz im Hochmoor suchten. 
Gesichert ist der Betrieb einer Schule in Privathäusern für das Jahr 1659. Aus der Oldenburger Vogteikarte von 1799 geht hervor, dass bereits etwa ein dutzend Höfe um die Flur Reitland bestanden. 1876 wurde das Schulgebäude aufgegeben, zugunsten einer neu gebauten Schule, die bis 1933 betrieben wurde. 1913 kam eine zweite Schule hinzu, die bis 1967 betrieben wurde. 
Das Leben der Kolonisten auf dem Moor war äußerst mühsam, die Entwässerung erforderte schwere Arbeiten. Aufgrund der nährstoffarmen Böden, konnte zunächst nur geringfügige Landwirtschaft betrieben werden, die Bauern hielten sich mit Torfgewinnung über Wasser. Durch die Abtragung von Torf und das Auftragen tiefer liegender Kleischichten auf der Oberfläche, konnte im Laufe der Zeit die Bodenqualität erheblich verbessert werden.

## Verwaltungsgeschichte
Reitland war Bauerschaft des Kirchspiels (bis 1856) bzw. der Gemeinde (1856–1933, 1948–1974) Seefeld, von 1933 bis 1948 der Gemeinde Abbehausen.

## Demographie
| Jahr | Einwohner |
| ---- | --------- |
| 1815 | 161       |
| 1855 | 291       |
| 1925 | 273       |
| 1939 | 295       |
| 1946 | 296       |
| 1950 | 337       |
| 1961 | 238       |
| 1974 | 229       |

## Sonstiges
Heute ist Reitland eine Hochburg des Friesensports in der Gemeinde Stadland.